# Melkow
Melkow ist ein Ortsteil der Gemeinde Wust-Fischbeck im Landkreis Stendal in Sachsen-Anhalt, (Deutschland).

## Geografie
Melkow, ein Dorf mit Kirche, liegt zwei Kilometer südlich von Wust und 7 Kilometer nordöstlich von Jerichow und etwa 9 Kilometer östlich der Elbe am südlichen Rand der Landschaft „Der Trüben“. Die Landesgrenze zu Brandenburg verläuft zwei Kilometer östlich.
Nachbarorte sind Kabelitz im Osten, Wust im Norden, Schmetzdorf im Nordosten, Sydow im Südosten, Briest im Südosten und Klein Mangelsdorf im Südwesten.

## Geschichte

### Mittelalter bis Neuzeit
Als im Jahre 946 das Bisthum Havelberg gegründet wurde, wird in der Urkunde ein Milcuni aufgeführt. Diese Stiftungsurkunde des Bistums Havelberg gilt als Fälschung des 12. Jahrhunderts.
Die erste Erwähnung von Melkow ist die Nennung von Milumi im Jahre 1146. Es war im Besitz des Bistums Havelberg und gehörte zum Burgward Marienburg, dem späteren Kabelitz . Weitere Nennungen sind 1150 Mileum  und 1179 Melcowe. Der Erzbischof Rudolf von Magdeburg bestätigte 1254 dem Kloster Jerichow den Erwerb des Dorfes Melkow von Johannes von Jerichow.
In den erzbischöflichen Lehnbriefen des 14. Jahrhunderts heißt der Ort Melchow, Melcho und Malkow, 1563 Melkaw.

### Archäologie
Im Jahre 1951 wurde über den Fund von slawischen Randscherben aus einer altslawischen Siedlung nordöstlich des Dorfes berichtet. Man datierte sie in das 8. bis 9. Jahrhundert und übergab sie an das Museum Genthin.

### Eingemeindungen
Melkow gehörte früher zum zweiten Distrikt im Jerichowschen Kreis im Norden des Herzogtums Magdeburg. 1816 kam es zum Kreis Jerichow II, dem späteren Landkreis Jerichow II in der preußischen Provinz Sachsen, der ab dem 15. Juni 1950 Landkreis Genthin hieß.
Am 20. Juli 1950 wurde die bis dahin eigenständige Gemeinde Melkow nach Wust eingemeindet.

### Einwohnerentwicklung
| Jahr | Einwohner |
| ---- | --------- |
| 1782 | [00]192   |
| 1818 | [00]208   |
| 1840 | [00]238   |
| 1864 | [00]242   |
| 1867 | 256       |
| 1871 | 267       |

| Jahr | Einwohner |
| ---- | --------- |
| 1905 | 242       |
| 1910 | 254       |
| 1925 | 223       |
| 1933 | 231       |
| 1939 | 229       |
| 1946 | 287       |

| Jahr | Einwohner |
| ---- | --------- |
| 2014 | 124       |
| 2017 | 111       |
| 2018 | 102       |
| 2019 | 098       |
| 2020 | 101       |
| 2021 | 103       |

| Jahr | Einwohner |
| ---- | --------- |
| 2022 | [0]106    |

Quellen: 1867 bis 1946 Unterlagen der Volkszählung

## Religion
Die evangelische Kirchengemeinde Melkow, die früher zur Pfarrei Melkow bei Wust gehörte, wird heute betreut vom Pfarrbereich Jerichow im Kirchenkreis Stendal im Bischofssprengel Magdeburg der Evangelischen Kirche in Mitteldeutschland.
Die ältesten überlieferten Kirchenbücher für Melkow stammen aus dem Jahre 1680.
Die katholischen Christen gehören zur Pfarrei St. Elisabeth in Tangermünde im Dekanat Stendal im Bistum Magdeburg.

## Kultur und Sehenswürdigkeiten
- Die evangelische Dorfkirche Melkow ist ein kleiner einschiffiger romanischer Backsteinbau.
- In Melkow steht ein Denkmal für die Gefallenen des Ersten und Zweiten Weltkrieges, eine stumpfe Pyramide aus gemauerten Feldsteinen mit angebrachter allgemeiner Gedenktafel.[25]

## Wirtschaft und Infrastruktur

### Verkehr
Die Bundesstraße 188 verläuft nördlich zwei Kilometer entfernt. Durch das Dorf führt der Fernradweg Altmarkrundkurs.

## Söhne und Töchter
- Johann Georg Wilhelm Herrmann (1846–1922), evangelischer Theologe